# Gheorghe Mocuța
Gheorghe Mocuța (n. 5 iunie 1953, Curtici – d. 28 noiembrie 2017, Curtici) a fost poet, critic literar, traducător, redactor la revista de cultură ARCA si profesor.

## Biografie
S-a născut la 5 iunie 1953 în Curtici, localitate de frontieră, județul Arad, în familia părinților Gheorghe și Elena (n. Bulboacă), agricultori. 
Studiile le-a urmat la Școala Generală nr. 1, Curtici, si apoi la Liceul Teoretic nr. 5, Arad. A absolvit Universitatea din Timișoara și s-a licențiat în filologie (română-franceză), 1976. 
A desfășurat o activitate variata: muncitor necalificat, funcționar „Romtrans” Curtici (1972-1973), profesor de limba franceză la Bârlad, Sânmartin și Curtici (1976-2016), primar al orașului Curtici (1990-1992), director al Liceului Curtici (1992-2003). S-a căsătorit cu învățătoarea Florica Mocuța și a avut un fiu, Andrei Mocuța; din noiembrie 2004 până în aprilie 2006 s-a autoexilat în Franța, la Paris, în căutarea unui remediu pentru boala fiului său. Portret al artistului după moarte (poezie) este un volum in memoriam Gheorghe Mocuța, publicat în 2020 de către fiul său Andrei Mocuța.

## Activitate literară
A debutat în presa literară cu recenzii în revista Orizont (revistă) din Timișoara, 1975, iar debutul editorial l-a făcut cu placheta Câmpia secretă în volumul colectiv Argonauții, Editura Facla, 1986. Colaborează cu poeme și articole la revistele: “Orizont (revistă)”, “Luceafărul (revistă)”, “Vatra (revistă)”, “Poesis”, “Viața Românească”. “Familia (revistă)”, “ARCA”, “Zburatorul” (Onesti), “Observator” (München). 

## Apariții editoriale

### Volume
- îngerul ridică lespedea, poezie, Colecția revistei ARCA, Arad, 1992;
- zăpada anului unu, poezie, Colecția revistei ARCA, Arad, 1994;
- La răspântia scriiturii, critică literară, Editura MIRADOR, Arad, 1996;
- omul de litere/ viața de hârtie, poezie, Editura MIRADOR, Arad, 1998;
- mic tratat asupra naufragiului, antologie poetică, Editura Axa, Botoșani, 2001; cu o postfață de Viorel Gheorghiță;
- Pe aceeași arcă, [critică literară], Editura MIRADOR, Arad, 2001;
- pregătiri pentru marea călătorie, poezie, Editura MIRADOR, Arad, 2002;[8]
- Sistemul modei optzeciste, [critică literară], Uniunea Scriitorilor, Editura Redacției Publicațiilor pentru Străinătate, București, 2004;
- călătorie. exil, (poeme), Editura Brumar, Timișoara, 2007;[9]
- Întoarcerea lui Ulise (Receptarea teatrului lui Eugen Ionescu în critica românească), [critică literară], „Vasile Goldiș” University Press, Arad, 2007;
- Pasiuni la capătul nopții, (critică literară), Editura Ideea Europeană, București, 2008;
- istoria emoțiilor mele/ histoire de mes troubles, antologie bilingvă, Editura Școala Vremii, 2008;[10]
- Cea mai bună dintre lumi (Jurnal și contrajurnal parizian), Editura Tracus Arte, București, 2011;[11]
- Balada profului de francă, [antologie lirică], Editura Tipo Moldova, Iași, 2011;[12]
- Voyage/Exil, [poeme], version française par Linda Bastide & Gheorghe Mocuta, Paris, Editura Poètes à vos plumes, 2012;[13]
- Printre nouăzeciști, Editura Tracus Arte, 2013;
- Literatura vestului apropiat - Dicționar biobibliografic al membrilor Uniunii Scriitorilor din România, filiala Arad, Editura MIRADOR, Arad, 2014;[14][15][2]
- Lecturi libere într-o țară ocupată Editura Emia, Deva, 2015;[16][17]
- Salutări din Piața Reconcilierii, Editura MIRADOR, Arad, 2016;[18][19][20]
- SCHWARTZ CONTRA SCHWARTZ (volum postum), Editura MIRADOR, Arad, 2018[21][22][23]

### Antologii
- Streiflicht, (lirică românească contemporană), coordonatori: Simone ReichertsSchenk și Christian W. Schenk, Editura Dionysos, Kastellaun, 1994, Germania;
- Casa Faunului (40 de poeți contemporani), coordonat de Lucian Alexiu, Editura Hestia, Timișoara, 1995;
- Drei Dichter aus Rumanien, Lyrikantologien, coordonat de Radu Bărbulescu, „Radu Bărbulescu” Verlag, München, Germania, 1999;
- O antologie a literaturii române arădene de azi, coordonat de Vasile Man, Editura MIRADOR, Arad, 2000;
- 7 romanian and 7 british poets of today, selecție și traducere Romulus Bucur, Colecția Revistei ARCA în colaborare cu British Council, 2000;
- Ponton. O antologie literară româno-maghiară/ maghiaro-română, Arad, Jula, Editura MIRADOR, 2003;
- Antologia poeților ardeleni contemporani, Editura Ardealul, 2003;
- Maratonul european de poezie, ASPRO, Sibiu capital of culture, 2007.

### Interviuri
- Bujor Buda, Five o’clock la radio Arad, Editura MIRADOR, 2001;
- George Vulturescu, Conturul secret al literei, Princeps Edit. 2009, p. 175-188;
- Carmen Neamțu, Convorbiri cu vedere la microfon. Arta interviului. Chipuri și moduri, Editura MIRADOR, 2009, p. 326-330;
- în Orizont, nr. 6/25 iunie 1998, interviu luat de Eugen Bunaru;
- în Poezia nr. 2/2004, interviu luat de Cassian Maria Spiridon;
- în Argeș, nr. 6/iunie 2009, interviu luat de Dumitru Augustin Doman

### Cronici
- Corabia Minervei, ARCA Nr. 1-2-3 / 2019[24]
- Tudor Crețu: exerciții de stil pentru proza ce va să vie, ARCA Nr. 4-5-6 / 2018[25]
- Ion Cristofor: o retrospectivă, ARCA Nr. 4-5-6 / 2018[26]
- Solenoid 837, ARCA Nr. 1-2-3 / 2018[27]
- Un senin al Nordului, ARCA Nr. 1-2-3 / 2018[28]
- Vasile Andru: experiență inițiatică și exotism, ARCA Nr. 10-11-12 / 2017[29]
- Un ingenios al criticii tinere, ARCA Nr. 10-11-12 / 2017[30]
- Magda Cârneci: energii și delire, ARCA Nr. 7-8-9 / 2017[31]
- Nicolae Kőmives, un grefier al conștiinței și spaimelor, ARCA Nr. 7-8-9 / 2017[32]
- Un program al perseverenței, ARCA Nr. 4-5-6 / 2017[33]
- Maria Pilchin: un air de liberté, ARCA Nr. 4-5-6 /2017[34]
- Un poet abscons, ARCA Nr. 4-5-6 / 2017[35]
- Mircea Pora: Povestiri din „Epoca de Aur”, ARCA Nr. 1-2-3 / 2017[36]
- Ovidiu Pecican între romanul memoriei și ficțiunea rocambolescă, ARCA Nr. 1-2-3 / 2017[37]
- Lia-Dana Bălan: Trepte spre azi, exerciții lirice de imaginație, ARCA Nr. 1-2-3 / 2017[38]
- Ana Blandiana: retragerea în asceză, ARCA Nr. 10-11-12 / 2016[39]
- Nicanor, ultimul om, ARCA Nr. 10-11-12 / 2016[40]
- „Lista” lui Mircea A. Diaconu, ARCA Nr. 10-11-12 / 2016[41]
- Gheorghe Schwartz: ficțiune și reality-show, ARCA Nr. 7-8-9_2016[42]
- Retrospectivă Constantin Stancu, ARCA Nr. 7-8-9 / 2016[43]
- La o nouă lectură, ARCA Nr. 4-5-6 / 2016[44]
- Virgil Diaconu și poezia postmodernă, ARCA Nr. 4-5-6 / 2016[45]
- Roman sentimental, ARCA Nr. 1-2-3 / 2016[46]
- Robert Șerban: poezia competiției cu sinele, ARCA Nr. 1-2-3_2016[47]
- Cartea copilăriei și a devenirii, ARCA Nr. 10-11-12 / 2015[48]
- Tanin: un debut ciudat, ARCA Nr. 10-11-12 / 2015[49]
- Un povestaș bănățean: Viorel Marineasa, ARCA Nr. 7-8-9 / 2015[50]
- Poezia lui Dorel Sibii, ARCA Nr. 7-8-9 / 2015[51]
- Ivan Miroslav Ambruš – 65, ARCA Nr. 7-8-9 / 2015[52]
- Un sacerdot: Tucu Moroșanu, ARCA Nr. 7-8-9 / 2015[53]
- Ion Corlan și experiența teatrală, ARCA Nr. 4-5-6 / 2015[54]
- Vocalizele lui Gheorghe Schwartz, ARCA Nr. 4-5-6 / 2015[55]
- Un tradiționalist: Lazăr Magu, ARCA Nr. 1-2-3 / 2015[56]
- Un deprimist nou, vechi, ARCA Nr. 1-2-3 / 2015[57]
- Plăcerea lecturii/ farmecul scriiturii, ARCA Nr. 1-2-3 / 2015[58]
- Șerban Chelariu: „Sistemul meu de referință este circumscris practic de piele și unghii”, ARCA Nr. 10-11-12 / 2014[59]
- Norman Manea: desecretizarea memoriei, ARCA Nr. 10-11-12 / 2014[60]
- Romanul hibrid al lui Gheorghe Schwartz, ARCA Nr. 7-8-9 / 2014[61]

## Premii și distincții
- Premiul de debut al Filialei din Timișoara (1992);[2]
- Premii ale Filialei Arad a Uniunii Scriitorilor pentru alte volume (1994, 1996, 1998, 2002, 2007, 2011);[2]
- Premiul de excelență pe anul 2001 al Filialei Arad a U.S.;[2]
- Premiul Festivalului de poezie EMIA, Deva, 2002;[2]
- Premiul „Principesa Margareta” (Margareta, Principesă a României) pentru literatură, Săvârșin, Arad, 2004;[2]
- Diploma de excelență pe anul 2004 a Consiliului Județean Arad;[2]
- Diploma de excelență a Universitatea de Vest „Vasile Goldiș” din Arad, 2004;[2]
- Premiul Revistei „Poesis” pentru critică, Satu Mare, 2004 și 2009;[2]
- Marele premiu pentru poezie al Uniunii Scriitorilor „George Coșbuc”, Bistrița, 2007;[2]
- Premiul de popularitate la „Turnirul de Poezie de la Barcelona”, 2014;[2]
- Premiul „Opera Omnia” pentru întreaga activitate, USR, 2014;[2]
- Premiul special „Irodalmi Jelen”, USR, 2016.[2]

## Afilieri
Membru al Uniunii Scriitorilor din România (1994) și al PEN-Clubului Român.

### Interviuri
- Andrei si Gheorghe Mocuta la Piper pe limba